# Freya Stephan-Kühn
Freya Stephan-Kühn (* 25. September 1943 in Ragnit, Ostpreußen; † 10. Januar 2001) war eine deutsche Pädagogin und Autorin, die vor allem durch ihre historischen Jugendbücher bekannt wurde.

## Leben
Freya Stephan-Kühn studierte bis 1968 Geschichte und Lateinische Philologie auf Lehramt. Nach dem Staatsexamen wurde sie im Fach Geschichte promoviert. Ab 1971 arbeitete sie zunächst als Geschichts- und Lateinlehrerin, später auch als Fachleiterin für Geschichte in der Lehrerausbildung. 1986 wurde sie Oberstudiendirektorin des Krefelder Ricarda-Huch Gymnasiums. Darüber hinaus nahm sie auch Lehraufträge an der Universität Düsseldorf wahr.
Seit 1974 veröffentlichte Freya Stephan-Kühn zahlreiche fachdidaktische Aufsätze und war an der Konzeption von Lehrbüchern wie dem Geschichtswerk Zeiten und Menschen und dem Lateinwerk Orbis Romanus beteiligt. Außerdem stand sie dem nordrhein-westfälischen Landesverband der Geschichtslehrer vor.
Daneben interessierte sie sich für jegliche Art von historischer Jugendliteratur sowie deren historischen Quellenwert für die Schule und eine jugendliche Leserschaft. Sie besaß selbst eine umfangreiche Sammlung von historischer Jugendliteratur, die sie in mehreren Ausstellungen der Öffentlichkeit zugänglich machte.
Sie selbst verfasste zahlreiche historische Sachbücher, mit denen sie Kindern einen lebendigen und kreativen Zugang zur Geschichte vermitteln wollte. Ihr erstes Werk, Viel Spaß mit den Römern! (1982) im Arena-Verlag Würzburg, war so erfolgreich, dass sie seitdem für den Verlag auch die Arena-Kinderbuch-Klassik als Herausgeberin betreute. In den Folgejahren bereitete sie in ähnlicher Weise auch der Geschichte des alten Ägypten, Europas, des Mittelalters und des Biedermeiers für ihre jugendlichen Leser auf. 1985 wurde sie dafür in die Ehrenliste des Europäischen Jugendbuchpreises in Padua aufgenommen. Außerdem verfasste sie Geschichten und Erzählungen zu verschiedenen Festtagen.
Im Jahr 1997 vergab der Landesverband Nordrhein-Westfälischer Geschichtslehrer e.V. erstmals den Freya-Stephan-Kühn-Preis. Dieser wird seitdem alle zwei Jahre verliehen.
Freya Stephan-Kühn erlag am 10. Januar 2001 im Alter von nur 57 Jahren einer schweren Erkrankung.

## Werke (Auswahl)
- 1976 Martial – Epigramme. Textauswahl und Erläuterungen von Freya Stephen-Kühn, Paderborn: Schöningh, ISBN 3-506-10713-5
- 1982 Viel Spaß mit den Römern, Würzburg: Arena, ISBN 3-401-04000-6
- 1984 Viel Spaß im Mittelalter, Würzburg: Arena, ISBN 3-401-04089-8
- 1988 Viel Spaß im Biedermeier, Würzburg:Arena, ISBN 3-401-04254-8
- 1990 Viel Spaß mit den alten Ägyptern, Würzburg: Arena, ISBN 3-401-04309-9
- 1991 Ritter, Burgen und Turniere, Ravensburg: Ravensburger, ISBN 3-473-35632-8
- 1992 Was in den Höhlen begann… Die Geschichte Europas in Geschichten, Würzburg: Arena, ISBN 3-401-04411-7
- 1993 Klassiker aus den Kinderzimmern Europas (Ausstellung am Ricarda-Huch-Gymnasium in Krefeld), Mönchengladbach 1993.
- 1994 Das will ich wissen: Die Ritter, Würzburg: Arena, ISBN 3-401-04541-5
- 1994 Tannenduft und Lichterglanz. Das nostalgische Weihnachtsbuch, Würzburg; Arena, ISBN 3-401-04537-7
- 1995 Überarbeitung: Pollyanna von Eleanor Hodgman Porter, Würzburg: Arena, ISBN 3-401-04610-1
- 1996 Frühlingsstrauß und Osternest, Würzburg: Arena, ISBN 3-401-04619-5
- 1996 Auf goldenen Schwingen zur Erde herab. Ein nostalgisches Engelbuch, Würzburg: Arena, ISBN 3-401-04703-5
- 1997 Teddy, lieber Teddy, Würzburg: Arena, ISBN 3-401-04786-8
- 1997 Ich, König von Siam / I, King of Siam, zweisprachige Ausgabe, Zürich: KoFa Verlag, ISBN 3-906588-02-5
- 2003 Menschen, die Europa bauten, Würzburg:Arena, ISBN 3-401-02865-0 (postum veröffentlicht)